# Beautiful World/Kiss & Cry
《Beautiful World/Kiss & Cry》是宇多田光第19張單曲，於2007年8月29日發售，商品番號TOCT-40120，初動9萬張，累計銷售23萬張。
本單曲是2007年最高銷量的動畫歌曲。

## 作品概要
- 自單曲SAKURA Drops/Letters五年以來，首張雙A面單曲。
- 自單曲Wait & See ～Risk～七年以來，首次收錄了三首歌曲的單曲。
- 「Beautiful World」的PV全篇使用了《福音戰士新劇場版：序》的畫面。
- 離婚後第一張單曲。

## 收錄曲
1. Beautiful World
  - 《福音戰士新劇場版：序》的主題曲。
2. Kiss & Cry
  - 日清合味道杯麵電視廣告FREEDOM新主題曲。
3. Fly Me To The Moon (In Other Words) -2007 MIX-
  - 《福音戰士新劇場版：序》預告片主題曲。第五張單曲Wait & See ~Risk~收錄了此曲，今次推出的是Remix版本，作為《福音戰士新劇場版：序》預告片主題曲使用。
4. Beautiful World [Original Karaoke]
5. Kiss & Cry [Original Karaoke]
6. Fly Me To The Moon (In Other Words) -2007 MIX- [Original Karaoke]

## 銷售

### Oricon日本榜
| Release       | Chart                       | Peak Position | Sales Total | Chart Run |
| ------------- | --------------------------- | ------------- | ----------- | --------- |
| 2007年8月29日 | Oricon Daily Singles Chart  | #1            |             |           |
| 2007年8月29日 | Oricon Weekly Singles Chart | #2            | 235,050     | 26 weeks  |
| 2007年8月29日 | Oricon Yearly Singles Chart | #20           |             |           |

## 電視節目演出
Beautiful World
- 9月1日－CDTV, TBS
- 9月3日－HEY!HEY!HEY!, 富士電視台
- 9月6日－うたばん，TBS
- 9月7日－Music Station，朝日電視台
- 9月7日－音樂戰士，日本電視台

Kiss & Cry
- 8月31日 - Music Station，朝日電視台

## Beautiful World -PLANiTb Acoustica Mix-
《Beautiful World -PLANiTb Acoustica Mix-》是宇多田光第四張數碼單曲，於2009年6月28日開始發行。在音樂下載過程中，也有POST特别附送。
此曲為《福音戰士新劇場版：破》的主題曲，是《福音戰士新劇場版：序》的主題曲《Beautiful World》的重新混音版本。
此曲其後收錄在2010年11月24日發行的精選輯《Utada Hikaru SINGLE COLLECTION VOL.2》中。